# Georg Gerstäcker
Georg Gerstäcker (Norimberga, 3 giugno 1889 – Norimberga, 21 dicembre 1949) è stato un lottatore tedesco, specializzato nella lotta greco-romana. Vinse la medagli d'argento ai Giochi olimpici estivi di Stoccolma 1912 nella lotta greco-romana, pesi piuma.

## Palmarès
- Giochi olimpici

Stoccolma 1912:  Argento nella lotta greco-romana, pesi piuma.
- Europei

Wiedeń 1914: argento nella lotta greco-romana -60 kg;
Offenbach am Main 1921: bronzo nella lotta greco-romana -60 kg;
Neunkirchen 1924: oro nella lotta greco-romana -55 kg;